# Petra Kasch
Petra Kasch (* 17. Juli 1964 in Königs Wusterhausen (Brandenburg)) ist eine deutsche Schriftstellerin.

## Leben
Petra Kasch studierte am Literaturinstitut "Johannes R. Becher" in Leipzig sowie Informations- und Bibliothekswissenschaft an der Humboldt-Universität zu Berlin. Sie schreibt heute vor allem Kinder- und Jugendbücher, aber auch Funkerzählungen für Kinder, u. a. für die Radiosendung Ohrenbär beim rbb sowie Drehbücher für Spielfilme.

## Werke
- Wo nehmen wir bloß 'ne Oma her? Mit Illustrationen von Martina Mair. Middelhauve, München 1999. ISBN 3-7876-9610-5
- Verräter verdienen keine Chance. Ravensburger Buchverlag, Ravensburg 2007. ISBN 978-3-473-52321-4
- Bye-Bye, Berlin. Ravensburger Buchverlag, Ravensburg 2009. ISBN 978-3-473-34791-9
- Ferien mit Mama & andere Katastrophen. Ravensburger Buchverlag, 2013. ISBN 978-3-473-58446-8
- Mia und das Wolkenschiff. Mit Illustrationen von Carola Sieverding. Ravensburger Buchverlag. 2015. ISBN 978-3-473-36912-6
- Man küsst sich immer zweimal. Ravensburger Buchverlag. 2015. ISBN 978-3-473-58446-8

## Rundfunk (Reihe Ohrenbär)
- Wo nehmen wir jetzt 'ne Oma her
- Kastanienallee 23
- Tillis Traum
- Ein Gewitterstein für Arne

## Auszeichnungen und Stipendien
- 1990  Künstlerstipendium der Stiftung Kulturfonds
- 1991  Stipendium der Drehbuchwerkstatt Berlin
- 1993  Stipendium der Drehbuchwerkstatt Brandenburg
- 2003  Literaturstipendium der Stiftung Preußische Seehandlung
- 2004  Arbeitsstipendium der Senatsverwaltung für Kultur, Berlin
- 2007  "Die Besten 7" von Focus und Deutschlandfunk für Verräter verdienen keine Chance
- 2009  Berliner Autorenstipendium
- 2010  "White Ravens" für Bye-bye, Berlin
- 2013  "Die Spreepiraten" nominiert zu den besten Kinderfilm-/Kinderbuchideen beim Wettbewerb "Junge Helden brauchen wir" von Tellux München und KeRLE Verlag

## Rezensionen
- RadioFDZ: Bye-bye, Berlin
- Leipziger Internet Zeitung: Bye-bye Berlin oder Was bleibt von einem verschwundenen Land?
- Redaktion Kinderzeit von ZeitOnline zu Bye-bye, Berlin